# Никола Мартиноски
Никола Мартиноски (на македонска литературна норма: Никола Мартиноски) е виден югославски художник.

## Биография
Роден e като Николаче Мартин в 1903 година във влашко семейство в град Крушево, тогава в Османската империя. Баща му е председател на румънската община в града. Завършва Академията за изящно изкуство в Букурещ в 1927 година. Сътрудничи на списанието „Луч“.
Никола Мартиноски е сред основателите на Дружеството на художниците на Македония в Скопие и негов пръв председател. В 1967 година става редовен член на Македонската академия на науките и изкуствата. Мартиноски подарява дома и творчеството си на родния си град в 1968 година, където и до днес се помещава галерия „Никола Мартиноски“. До смъртта си е директор на Художествената галерия в Скопие.
В негова чест ДХМ връчва наградата „Никола Мартиноски“.
Мартиноски заедно с Василие Попович, Лазар Личеноски, Димитър Пандилов, Томо Владимирски, Любомир Белогаски, Вангел Коджоман и скулптора Димо Тодоровски е сред основателите на модерното изкуство в Социалистическа Република Македония. Централно място в творчеството на Мартиноски заема битът на циганите.
- Творби
- Невеста, 1937
- Жътва (Музей в Смедерево)
- Картина
- Картина